# Tirots I Bagratuní
Tirots I Bagratuní (en armeni Տիրոց Ա Բագրատունի; mort l'any 450 o el 451) va ser un príncep d'Armènia del segle v. Formava part de la dinastia dels bagràtides.

## Biografia
Fill probable de Simbaci III, Tirots I es va convertir en nakharar de la casa Bagratuní, a la mort del seu pare cap al 420. Era igualment aspet i thagadir, és a dir, mestre de cavalleria i posa-corona dels reis d'Armènia. Aquest darrer càrrec va desaparèixer quan la monarquia va ser abolida l'any 428, però va conservar el d'aspet. Hauria mort cap a l'any 450 o 451, durant una batalla contra els perses.
Va deixar almenys un fill, Isaac II Bagratuní, marzban rebel d'Armènia (mort l'any 482), encara que la paternitat no és segura.